# Erick Téllez
Erick José Téllez Fonseca (ur. 28 listopada 1989 w Managui) – nikaraguański piłkarz grający na pozycji środkowego obrońcy w klubie Diriangén FC.

## Kariera reprezentacyjna
| Mecze i gole w reprezentacji | Mecze i gole w reprezentacji | Mecze i gole w reprezentacji | Mecze i gole w reprezentacji | Mecze i gole w reprezentacji | Mecze i gole w reprezentacji | Mecze i gole w reprezentacji | Mecze i gole w reprezentacji         |
| Nikaragua                    | Nikaragua                    | Nikaragua                    | Nikaragua                    | Nikaragua                    | Nikaragua                    | Nikaragua                    | Nikaragua                            |
| Lp.                          | Data                         | Miejsce                      | Gospodarz                    | Gość                         | Wynik                        | Gol                          | Rozgrywki                            |
| ---------------------------- | ---------------------------- | ---------------------------- | ---------------------------- | ---------------------------- | ---------------------------- | ---------------------------- | ------------------------------------ |
| 1.                           | 05.09.2010                   | Fort Lauderdale              | Gwatemala                    | Nikaragua                    | 5:0                          |                              | Mecz towarzyski                      |
| 2.                           | 14.01.2011                   | Panama                       | Salwador                     | Nikaragua                    | 2:0                          |                              | Copa Centroamericana 2011            |
| 3.                           | 17.01.2011                   | Panama                       | Panama                       | Nikaragua                    | 2:0                          |                              | Copa Centroamericana 2011            |
| 4.                           | 21.01.2011                   | Panama                       | Gwatemala                    | Nikaragua                    | 2:1                          |                              | Copa Centroamericana 2011            |
| 5.                           | 25.02.2012                   | Managua                      | Nikaragua                    | Portoryko                    | 1:0                          |                              | Mecz towarzyski                      |
| 6.                           | 26.02.2012                   | Managua                      | Nikaragua                    | Portoryko                    | 4:1                          |                              | Mecz towarzyski                      |
| 7.                           | 14.08.2014                   | Antigua Guatemala            | Gwatemala                    | Nikaragua                    | 1:1                          |                              | Mecz towarzyski                      |
| 8.                           | 03.09.2014                   | Waszyngton                   | Kostaryka                    | Nikaragua                    | 2:0                          |                              | Copa Centroamericana 2014            |
| 9.                           | 11.09.2014                   | Houston                      | Panama                       | Nikaragua                    | 3:0                          |                              | Copa Centroamericana 2014            |
| 10.                          | 19.11.2014                   | Managua                      | Nikaragua                    | Salwador                     | 0:2                          |                              | Mecz towarzyski                      |
| 11.                          | 05.09.2015                   | Kingston                     | Jamajka                      | Nikaragua                    | 2:3                          |                              | Mistrzostwa Świata 2018 – eliminacje |
| 12.                          | 09.12.2015                   | Managua                      | Nikaragua                    | Kuba                         | 5:0                          |                              | Mecz towarzyski                      |
| 13.                          | 11.12.2015                   | Estelí                       | Nikaragua                    | Kuba                         | 1:0                          |                              | Mecz towarzyski                      |
| 14.                          | 10.03.2016                   | Managua                      | Nikaragua                    | Salwador                     | 1:1                          |                              | Mecz towarzyski                      |
| 15.                          | 16.03.2016                   | Managua                      | Nikaragua                    | Panama                       | 1:0                          |                              | Mecz towarzyski                      |
| 16.                          | 24.08.2016                   | San Pedro Sula               | Honduras                     | Nikaragua                    | 1:0                          |                              | Mecz towarzyski                      |
| 17.                          | 28.12.2016                   | Managua                      | Nikaragua                    | Trynidad i Tobago            | 2:1                          |                              | Mecz towarzyski                      |
| 18.                          | 31.12.2016                   | Managua                      | Nikaragua                    | Trynidad i Tobago            | 1:3                          |                              | Mecz towarzyski                      |
| 19.                          | 18.01.2017                   | Panama                       | Kostaryka                    | Nikaragua                    | 0:0                          |                              | Copa Centroamericana 2017            |
| 20.                          | 22.01.2017                   | Panama                       | Salwador                     | Nikaragua                    | 1:0                          |                              | Copa Centroamericana 2017            |
| 21.                          | 16.03.2017                   | San Pedro Sula               | Honduras                     | Nikaragua                    | 2:0                          |                              | Mecz towarzyski                      |
| 22.                          | 03.06.2017                   | Managua                      | Nikaragua                    | Boliwia                      | 0:1                          |                              | Mecz towarzyski                      |
| 23.                          | 07.06.2017                   | Yacuíba                      | Boliwia                      | Nikaragua                    | 3:2                          |                              | Mecz towarzyski                      |
| 24.                          | 18.06.2017                   | Willemstad                   | Curaçao                      | Nikaragua                    | 0:0                          |                              | Mecz towarzyski                      |
| 25.                          | 09.07.2017                   | Nashville                    | Martynika                    | Nikaragua                    | 2:0                          |                              | Złoty Puchar CONCACAF 2017           |
| 26.                          | 13.07.2017                   | Tampa                        | Panama                       | Nikaragua                    | 2:1                          |                              | Złoty Puchar CONCACAF 2017           |

## Sukcesy
Sukcesy w karierze klubowej:
- Primera División de Nicaragua – 2×, z Diriangén FC, sezony 2017/2018 (Clausura) i 2020/2021 (Clausura)
- Primera División de Nicaragua – 2×, z Diriangén FC, sezony 2017/2018 (Clausura) i 2020/2021 (Apertura)
- Puchar Nikaragui – 1×, z Diriangén FC, sezon 2020